# كيفن هاسلام
كيفن هاسلام (بالإنجليزية: Kevin Haslam)‏ هو لاعب كرة قدم أمريكية أمريكي، ولد في 8 نوفمبر 1986 في Mahwah, New Jersey ‏ في الولايات المتحدة.

## وصلات خارجية
- كيفن هاسلام على موقع مرجع كرة القدم المحترفة.كوم (الإنجليزية)